# Gustavo Molina Guzmán
Gustavo Molina Guzmán (Santiago de Chile, 28 de noviembre de 1910 - 1978) fue un médico chileno, pionero de la medicina social.

## Biografía
Fue el menor de tres hermanos: Ramón y Amelia, ambos profesores de historia. Por sus buenas calificaciones obtuvo una beca para estudiar en el Colegio Patrocinio San José, de formación salesiana. Ingresa a la universidad en los años 1920 y, en 1933, durante la crisis pos Ibáñez es electo presidente de la FECH. En 1936 termina la carrera de medicina con una tesis sobre la psicosis periódica y la demencia precoz. Trabajando como secretario técnico en el Instituto bacteriológico, conoce a Julia Martínez Berly, con quien se casa en 1939.
Postula a una beca de la fundación Rockefeller y viaja con su esposa y sus dos hijos, Gustavo y Gloria, en 1940 a Baltimore,  a estudiar salud pública en la Universidad Johns Hopkins. En 1942, a su regreso, organiza junto a Hernán San Martín, la Unidad Sanitaria Antofagasta. En 1946 se traslada a Santiago para formar parte de la recién creada Escuela de Salud Pública, como profesor de administración sanitaria, a la vez que desarrolla su actividad clínico docente en el consultorio Andes en la Unidad sanitaria Quinta Normal.
Fue además fundador del Departamento de Salud Pública del Colegio Médico y secretario entre 1950 y 1952, además de fundador y presidente de la Sociedad Chilena de Salubridad.
En 1952 obtiene una beca viajera de la fundación Rockefeller para conocer la salud pública de Finlandia, Suecia, Checoeslovaquia, Inglaterra e Italia. En 1953 se traslada a Washington y trabaja como Jefe de la División de Salud Pública de la Oficina Sanitaria Panamericana. En 1955 publica un texto de administración sanitaria, que subtitual "Teoría y práctica de la salubridad en América Latina", reeditado en Puerto Rico en 1961. Regresa a Chile en 1959, sin encontrar condiciones de trabajo, por lo cual acepta un cargo de docente en Puerto Rico en 1961. En el intertanto trabaja como médico Inspector de la zona central del Servicio Nacional de Salud.
Fue uno de los organizadores del Primer Seminario de Formación Profesional Médica, entre el 20 y 24 de septiembre de 1960. De allí surgieron Cuadernos Médico Sociales y un impulso notable para la incorporación de sociología a las carreras de la salud. A partir de 1964 fue animador privilegiado de la experiencia de medicina preventiva asociada a las clínicas.
En el hospital San Francisco Borja, junto a Hernán Rojas Villegas, Esteban Parrochia y Oscar Soto, combinan la atención hospitalaria, el trabajo de terreno y una intenso diálogo sociológico, entre cuyos interlocutores destacó el sociólogo Claudio Gimeno. En el área central un trabajo similar era desarrollado por Luis Weinstein, en la zona norte por Roberto Belmar y en oriente, Carlos Montoya Aguilar, actividad que cobra notorio impulso cuando la Escuela de Salubridad es dirigida por Hugo Behm.
Escribe para Vida Médica una presentación del programa de Allende en noviembre de 1970
En enero de 1973 asume como director de la V zona de salud del SNS, en donde le sorprende el golpe de Estado. Es detenido y llevado a tejas verdes (San Antonio) y luego al centro de detención de Agustinas 656, ex centro de formación del SNS. Durante su prisión, como barruntando los tiempos largos que se venían, tradujo una serie de escritos de Henri Sigerist, que serían publicados el mismo año de su exilio, 1974, en Medellín, Colombia, texto con una reedición colombiana y chilena.
En Colombia se hace parte de la Escuela de Salud Pública de Antioquía, en Medellín.
En 1976 participa en la 104 reunión de la Asociación Americana de Salud Pública, el 18 de octubre de 1976 con la Conferencia Experiencias del tercer mundo en planificación en salud.
En 1977 publica un texto introductorio a la salud pública, en el resume de algún modo las lecciones aprendidas. Allí están desplegadas las áreas que lo interesaron por mucho tiempo: la administración de servicios de salud, la historia y la participación. Como prueba sin embargo de su interés por la contemporaneidad de los análisis, están en el capítulo 2 citados Canguilhem, Foucault, Boltansky.
Fallece en Colombia el 5 de agosto de 1978. Recibe el homenaje de sus compañeros en la Casa de Ejercicios Francisco Javier, Mariano Requena, Franciso Rojas Villegas, Gloria Molina, Eduardo Morales, Josefina Ossandon y Luis Weinstein.
En 1991, Cuadernos Médico Sociales dedicó su número 3 volumen XXXII reedita esos textos, a los cuales agrega artículos de Tegualda Monreal, Guillermo Adriazola, Rafael Darricarrere, Héctor Valladares y Hugo Behm.